# Delphi Technologies
Delphi Technologies est une entreprise basée au Royaume-Uni.

## Activités
- Systèmes d'injection d'essence et de carburant diesel , actionneurs, produits de distribution, des capteurs, des modules de commande électronique
- Technologies d'électronique de puissance
- Systèmes de transmission, produits liés à la chaîne cinématique, soupapes, modules d'alimentation en carburant, bobines d'allumage, silos
- Pièces de rechange

## Histoire
Équipementier automobile, elle est issue de la séparation en 2017 des divisions Powertrain et Aftermarket de Delphi Corporation, renommée Aptiv.
Son siège est à Londres, elle emploie 20 000 personnes.
Le 28 janvier 2020, BorgWarner annonce l'intention d'achat de Delphi Technologies,, transaction finalisée le 2 octobre 2020.
Delphi technologies dispose d'un site de fabrication de systèmes d'injection diesel à Blois dans le Loir-et-Cher.

## Principaux actionnaires
Au 30 janvier 2020:
| Investec Asset Management     | 13,2% |
| Invesco Canada                | 9,76% |
| The Vanguard Group            | 8,99% |
| Invesco Advisers              | 5,54% |
| Artisan Partners              | 4,54% |
| Harris Associates             | 4,43% |
| Morgan Stanley & Co           | 3,88% |
| D. E. Shaw & Co.              | 3,04% |
| AQR Capital Management        | 2,77% |
| Perkins Investment Management | 2,64% |